# Единбурзький Гоґманай

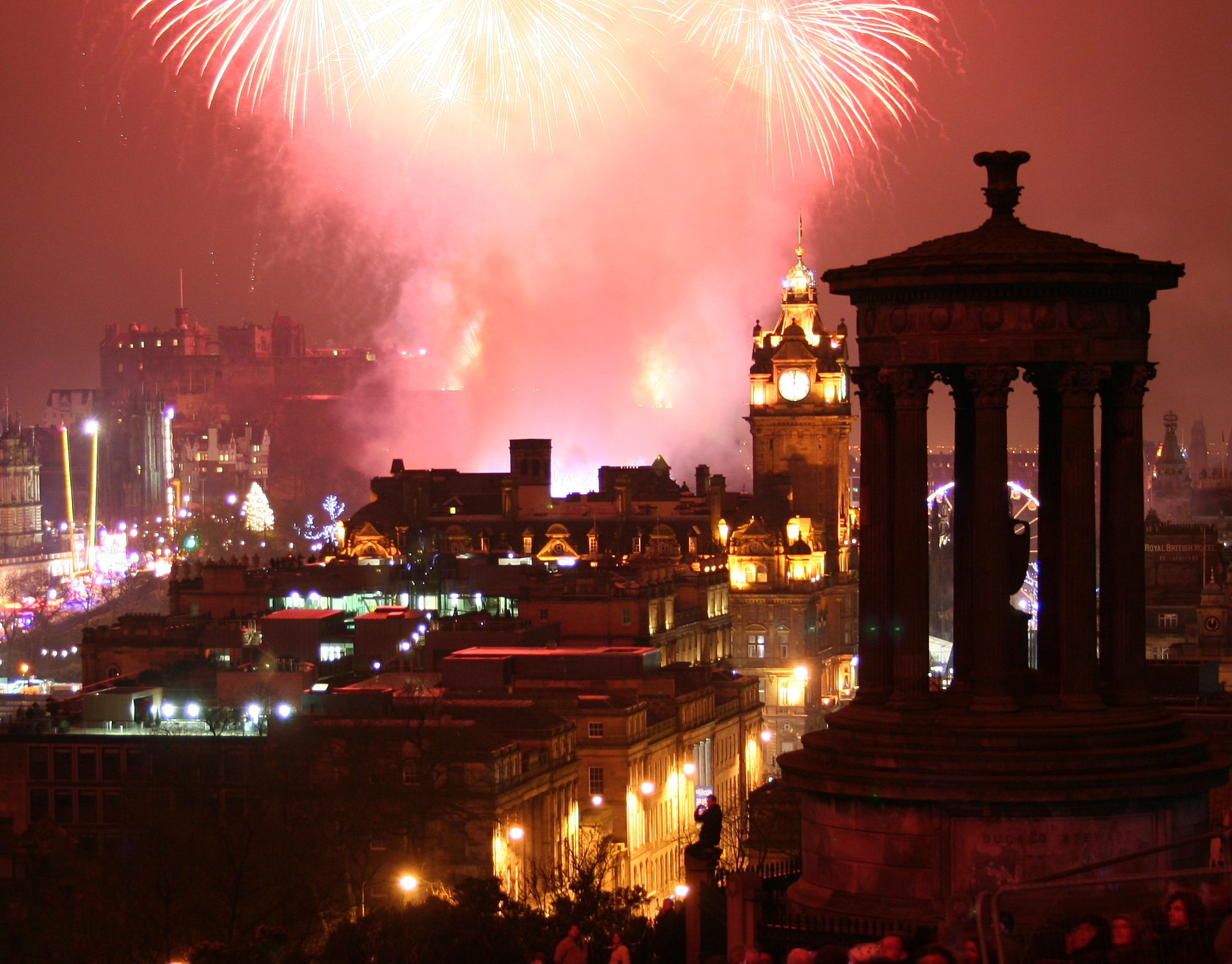
Феєрверк Гоґманай над Единбургом

Единбурзький Гоґманай — святкування Гоґманая — шотландського святкування Нового року, яке проводиться в Единбурзі, Шотландія.

## Історія
Щорічне святкування Гогманаю спочатку було неформальною вуличною вечіркою, зосередженою на Трон-Кірку на головній вулиці Старого міста. З 1993 року він був офіційно організований з центром, перенесеним на Принцес-стріт. У 1996 році захід відвідало понад 300 000 осіб, що призвело до продажу квитків на головну вуличну вечірку в наступні роки до 100 000 квитків.
У 2003—2004 роках за короткий термін більшість організованих заходів було скасовано через дуже сильний вітер. Подібним чином у 2006—2007 роках в цей день було скасовано святкування в Единбурзі, знову ж таки через сильний вітер і проливний дощ.
У червні 2020 року сі організовані заходи були скасовані через пандемію COVID-19 у Шотландії. 21 грудня 2021 року заходи були знову скасовані після того, як уряд Шотландії оголосив про обмеження зібрань для контролю за поширенням SARS-CoV-2 варіанту Omicron.

## Святкування Гоґманаю в Единбурзі
Гоґманай — це шотландське слово для Нового року. У Шотландії Новий рік (Hogmanay) святкують за кількома різними звичаями, як «Перший гість», коли друзі або члени сім'ї ходять один до одного в подарунок з віскі та іноді шматком вугілля.
В Единбурзі він тепер охоплює чотири дні процесій, концертів і феєрверків, а вулична вечірка починається на Гоґманай. Альтернативні квитки доступні для входу на концерт Princes Street Gardens і Céilidh, де виступають відомі артисти, а власники квитків можуть взяти участь у традиційних шотландських танцях ceilidh. У день Нового року святкування продовжуються парадом Stoats Loony Dook.
Святкування Единбурзького Гоґманаю є одними з найбільших у світі. Святкування в Единбурзі в 1996—1997 роках було визнано Книгою рекордів Гіннеса найбільшою у світі новорічною вечіркою, на якій були присутні приблизно 400 000 людей. З того часу число було обмежено з міркувань безпеки.

## Феєрверки

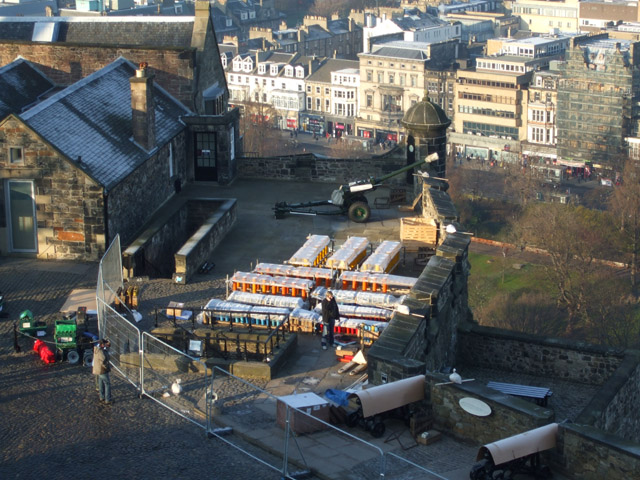
Новорічний феєрверк перед One O'Clock Gun

Единбург, столиця Шотландії, приймає одне з найвідоміших у світі святкувань Нового року. Святкування зосереджено на великій вуличній вечірці на Принцес-стріт. Опівночі по Единбурзькому замку стріляють з гармати, після чого починається великий феєрверк. В Единбурзі проводиться чотири-п'ятиденний фестиваль, починаючи з 28 грудня і триваючи до Нового року або 2 січня, який також є вихідним днем у Шотландії.
В інших містах Шотландії, таких як Абердін, Глазго та Стірлінг, також організовують великі святкування, включаючи феєрверки опівночі.